# SN 2001cj
SN 2001cj – supernowa typu Ia odkryta 30 maja 2001 roku w galaktyce UGC 8399. W momencie odkrycia miała maksymalną jasność 15,90m.